# Microrégion du Brejo Paraibano
La microrégion du Brejo Paraibano est l'une des huit microrégions qui subdivisent l'agreste de l'État de la Paraíba au Brésil.
Elle comporte 8 municipalités qui regroupaient 114 418 habitants en 2006 pour une superficie totale de 1 174 km².

## Municipalités[1]
- Alagoa Grande
- Alagoa Nova
- Areia
- Bananeiras
- Borborema
- Matinhas
- Pilões
- Serraria